# Alsu Abdullina
Alsu Abdullina, née le 11 avril 2001 à Aktyubinski au Tatarstan (Russie), est une footballeuse internationale russe. Elle évolue actuellement au poste de latérale gauche au Lokomotiv Moscou.

## Biographie
Alsu Abdullina commence le football à six ans. À quatorze ans, elle est repérée par le Tchertanovo Moscou. Elle y dispute ses premiers matches professionnels en 2017. Deux ans plus tard, elle découvre la Ligue des champions avec le club moscovite, lors d'une défaite 1-0 face à Glasgow City. Elle rejoint ensuite le Lokomotiv Moscou, avec qui elle remporte le championnat de Russie en 2021.
En décembre 2021, Abdullina est transférée à Chelsea, dont elle devient la première joueuse russe. Elle ne parvient pas à se faire une place dans l'effectif pléthorique du club londonien, et après 11 matches (dont aucune titularisation), elle est prêtée au mercato estival 2023 au Paris FC.
En sélection, Abdullina dispute son premier match le 23 novembre 2017 lors d'un amical face à la Belgique.

## Palmarès
Tchertanovo Moscou
- Championnat de Russie (0) :
  - Deuxième en 2018

 Lokomotiv Moscou
- Championnat de Russie (1) :
  - Championne en 2021
  - Deuxième en 2020
- Coupe de Russie (2) :
  - Vainqueure en 2020 et 2021

 Chelsea
- Championnat d'Angleterre (2) :
  - Championne en 2022 et 2023
- Coupe d'Angleterre (1) :
  - Vainqueure en 2023